# Granville (Illinois)
Granville es una villa ubicada en el condado de Putnam en el estado estadounidense de Illinois. En el Censo de 2010 tenía una población de 1427 habitantes y una densidad poblacional de 568,59 personas por km².

## Geografía
Granville se encuentra ubicada en las coordenadas 41°15′49″N 89°13′49″O / 41.26361, -89.23028. Según la Oficina del Censo de los Estados Unidos, Granville tiene una superficie total de 2.51 km², de la cual 2.51 km² corresponden a tierra firme y (0%) 0 km² es agua.

## Demografía
Según el censo de 2010, había 1427 personas residiendo en Granville. La densidad de población era de 568,59 hab./km². De los 1427 habitantes, Granville estaba compuesto por el 94.88% blancos, el 0.98% eran afroamericanos, el 0% eran amerindios, el 0.14% eran asiáticos, el 0% eran isleños del Pacífico, el 2.45% eran de otras razas y el 1.54% pertenecían a dos o más razas. Del total de la población el 5.61% eran hispanos o latinos de cualquier raza.